# کاوفونگن
کاوفونگن (به آلمانی: Kaufungen) یک شهر در آلمان است که در کسل واقع شده‌است. کاوفونگن ۱۲٬۸۲۳ نفر جمعیت دارد.

## خواهرخوانده
شهرهای برتینورو، شهر الی و Budești خواهرخوانده‌های کاوفونگن هستند.